# ويشيرت اكريمان
ويشيرت اكريمان (بالإنجليزية: Wichert Akkerman)‏ هو مبرمج هولندي, معروف باسهاماته في ديبكج, Plone و strace. انتخب لفترتين كقائد لمشروع دبيان, من يناير 1999 إلى مارس 2001. وشغل بعده هذا المنصب بن كولينز. كما شغل منصب امين في منظمة البرمجيات في المصلحة العامة.

## وصلات خارجية
- صفحة ويشيرت اكريمان الشخصية